# Bolxie Sxerbinitxi
Bolxie Sxerbinitxi (en rus: Большие Щербиничи) és un poble de l'óblast de Briansk, a Rússia, segons el cens del 2010 tenia 356 habitants. Pertany al districte de Zlinka.